# Lada Adamic
Lada Adamic (...) è un'informatica statunitense. Professoressa associata all'Università del Michigan, è conosciuta per il suo lavoro sul flusso di informazioni nelle reti. Ha lavorato in precedenza con il data science team di Facebook e all'Information Dynamics Lab di Hewlett-Packard.

## Biografia
Dal 1990 ha frequentato la Stuyvesant High School, con un focus sullo studio della matematica. Nel 1992 si è trasferita con la famiglia e ha proseguito i suoi studi alla Fairview High School. Tra il 1994 e il 1995 ha lavorato come assistente di ricerca al Caltech nel progetto di un concentratore elettrostatico di vento solare per la missione Genesis. Tra il 1996 e il 1997 ha lavorato sulla deposizione di materiale con ablazione laser. Nel 1997 ha conseguito la laurea in fisica, ingegneria e scienze applicate, e nel 2001 ha conseguito il dottorato in fisica applicata alla Stanford University con una tesi intitolata Network Dynamics: The World Wide Web. Mentre scriveva la tesi, ha lavorato alla Xerox PARC sulla modellazione della crescita di Internet.
Adamic ha lavorato per quattro anni presso i laboratori Hewlett-Packard, facendo ricerca sulle reti indotte da grandi dataset e sui modelli dei processi di ricerca nelle reti sociali. Nel 2005 ha lasciato HP per lavorare presso l'Università del Michigan, dove è membro dell'advisory board of Collective Intellect. Nel 2013 ha preso un anno sabbatico dall'università, durante il quale ha lavorato come data scientist presso Facebook per proseguire i suoi studi sulle reti sociali. È editor della rivista Information Science of the Network Science Journal e tiene il corso Social Network Analysis su Coursera.

## Ricerca
L'attività di ricerca di Adamic è incentrata sull'analisi delle reti sociali. Ha ideato insieme a Eytan Adar un metodo di profilazione degli utenti in base all'analisi dell'uso che fanno del web, che consente di predire informazioni demografiche in base all'analisi delle pagine web visitate. Durante i suoi studi di dottorato, ha sviluppato un sistema di ottimizzazione delle informazioni in cache basato su un sistema di suggerimenti e sull'analisi della navigazione.
Ha studiato l'efficacia delle campagne online su Twitter tramite graph mining e text mining in occasione delle elezioni statunitensi del 2010, l'impatto delle differenze culturali nell'uso di servizi di domanda e risposta nelle reti sociali, il modo in cui la quantità di interazione su Facebook varia con la distanza in termini di parentela fra utenti, la predizione di amicizie e il rating degli amici su Facebook, il flusso di informazione nelle reti sociali e l'importanza dei legami deboli nella sua diffusione.
Ha ricevuto il National Science Foundation Career Award per la sua ricerca sulle dinamiche sociali dell'informazione, e l'Henry Russell award dell'Università del Michigan per la sua attività di insegnamento e ricerca. Nel 2012 ha ricevuto, insieme a Xavier Gabaix, il Premio Lagrange.